# Formicomyces microglobosus
Formicomyces microglobosus – gatunek grzybów, jedyny przedstawiciel rodzaju Formicomyces. Odkryty w kieszonce policzkowej mrówki ćmawej.

## Budowa
Grzybnia rozgałęziona, zbudowana z przegrodzonych septami strzępek. Strzępki od szklistych do brązowych, gładkie, proste, o szerokości 1,5–3,5 μm. Komórki cylindryczne. Pojedyncze lub rozgałęzione konidiofory wyrastają prosto w górę ze strzępek. Mają od 0 do 4 przegród. Osiągają wymiary 7,0–30,0×2,0–3,5 μm. Komórki konidiotwórcze poliblastyczne, ułożone terminalnie z drobnymi ząbkami na krańcu. Konidia pojedyncze lub w łańcuszkach, szkliste, niepodzielone, gładkie. Pierwszorzędowe konidia cylindryczne lub buławkowate o wymiarach 3,5–6,0×2,0–3,0 μm, do 12 w konidioforze. Drugorzędowe konidia w przybliżeniu kuliste o wymiarach 2,0–3,5×2,0–3,0 μm, zwykle pojedynczo, rzadziej w większej liczbie w konidioforze. Na końcu strzępek komórki przybierają formę w przybliżeniu kulistą i są mniejsze niż pozostałe. W różnych miejscach strzępek mogą powstawać chlamydospory. Te są kuliste lub elipsoidalne, szkliste lub bladobrązowe, niepodzielone lub podzielone septami, o wymiarach 7,0–14,5×7,0–11,5 μm, ze ścianą komórkową o grubości 0,5 μm. Strzępki i chlamydospory wytwarzają tłuszczowe pęcherzyki (gutule). Grzybnie hodowane w laboratorium mają kształt okrągły lub owalny. Przybierają barwę od czarnej przez oliwkową do jasnoszarej. Po miesiącu hodowli przekraczają nieco 1 centymetr średnicy, rosnąc z różną intensywnością w zależności od pożywki i temperatury.
Najbardziej podobny morfologicznie i najbliższy genetycznie jest rodzaj Trichomerium różniący się wyglądem konidioforów i konidiów.

## Historia odkrycia
Po raz pierwszy przedstawicieli tego gatunku wyizolowano z zawartości kieszonek policzkowych mrówki ćmawej pobranych w 2019 roku. Miejscem typowym jest las koło Pilawy. Autorami opisu z 2023 roku są Igor Siedlecki i Marcin Piątek. Odkrywcy przypuszczają, że do tego samego gatunku mogą należeć osobniki o nieznanej wówczas przynależności znalezione kilkanaście lat wcześniej w mrowisku innego gatunku mrówki w Austrii. Jest na tyle odmienny od innych przedstawicieli rodziny Trichomeriaceae, że wyróżniono nowy rodzaj Formicomyces, w momencie opisania monotypowy. Nazwa nawiązuje do związku z mrówkami (Formica). Gatunkiem typowym jest jedyny wówczas opisany gatunek, którego epitet gatunkowy microglobosus związany jest z małymi, kulistymi komórkami na końcu strzępek.